# S-32
Миноносец S-32 — миноносец, состоявший на вооружении Военно-морского флота Германии в последней черверти XIX века. Всего был построен 1 миноносец этого типа (по программе 1886 года). Погиб 17 августа 1910 года, столкнувшись в Балтийском море с миноносцем S-76.

## Энергетическая установка
На кораблях типа в качестве ГЭУ была установлена трёхцилиндровая паровая машина (тройного расширения) мощностью 900 л. с., состоящая из 1 локомотивного котла (в 1896 году заменён на 2 котла Ярроу). Максимальные запасы топлива на миноносцах типа составляли 23 тонны угля.

## Вооружение
Миноносцы вооружались 1х1 37-мм револьверными орудиями (в 1893 году заменено на 50-мм орудие). Торпедное вооружение эсминцев состояло из 3х1 350-мм торпедных аппаратов (2 палубных и одного носового подводного).